# Bradysia fumida
Bradysia fumida är en tvåvingeart som först beskrevs av Oskar Augustus Johannsen 1912.  Bradysia fumida ingår i släktet Bradysia och familjen sorgmyggor. Inga underarter finns listade i Catalogue of Life.